# Il bello della Goggi
Il bello della Goggi è un album raccolta di Loretta Goggi, pubblicato nel 1986.

## Descrizione
L'album raccoglie 14 brani dalla discografia di Loretta Goggi, registrati tra il 1975 e il 1984, di cui due in coppia con la sorella Daniela, nel periodo in cui era sotto contratto con l'etichetta CGD.
Nell'album compaiono per la prima volta su LP i brani Ma chi sei (Lady Bump), Cammino fra la pioggia (Walking in the Rain), Notte all'opera e Slowly, pubblicati fino a quel momento soltanto su 45 giri.
Il disco è stato pubblicato nel 1986 in un'unica edizione, in formato LP ed MC con numero di catalogo LSM 1070, sull'onda del successo ottenuto dalla Goggi con la trasmissione Il bello della diretta che la cantante conduceva in quel periodo su Rai 1, che coincide col passaggio alla casa discografica Fonit Cetra. Nello stesso periodo infatti era stato pubblicato il primo album con questa label, dal titolo C'è poesia.
L'album non è mai stato ristampato in CD o in digitale, seppure tutti i brani presenti al suo interno siano stati pubblicati in altre compilation sia su supporto fisico che digitale.

## Tracce
1. Notte all'opera
2. Slowly
3. Dirtelo non dirtelo
4. Ma chi sei (Lady Bump)
5. Ce stanno altre cose
6. Voglia (con Daniela Goggi)
7. È meglio ridere
8. Ancora innamorati
9. Monsieur Voulez Vous Dancer
10. M'ama non m'ama
11. Domani (con Daniela Goggi)
12. Per amarti così
13. Cammino fra la pioggia (Walking in the Rain)
14. Noi bellissimi